# Рубинчик, Леонид Иосифович
Леонид Иосифович Рубинчик (род. 1946, Кременчуг, Полтавская область) — советский и украинский шахматист, мастер спорта СССР (1984), гроссмейстер ИКЧФ.

## Биография
Родился в Кременчуге, с 4-х до 16-ти лет жил в санатории в Одессе, где лечился от костного туберкулёза. Окончил Музыкальное училище имени Гнесиных по классу баяна. Лауреат Всесоюзного конкурса баянистов в Геленджике (1982).
Выступал преимущественно в соревнованиях по переписке. Чемпион Украинской ССР по переписке (1977—1978). В составе сборной Украинской ССР бронзовый призёр 6-го командного чемпионата СССР по переписке (1978—1981) с лучшим результатом на 2-й доске (13 из 16). В 7-м командном чемпионате СССР по переписке снова завоевал индивидуальную золотую медаль, показав лучший результат на 1-й доске (13 из 16).
После эмиграции в 1991 году жил в Хайфе, вскоре вернулся в Кременчуг. Участвовал в отборочных соревнованиях 15-го чемпионата мира, мемориале Я. Б. Эстрина и других соревнованиях.